# وستینگهاوس ایر برک
وستینگهاوس ایر برک (انگلیسی: Westinghouse Air Brake) شرکت برق آمریکایی است، که در سال ۱۸۶۹ تأسیس شد.